# Taraxacum abbreviatulum
Taraxacum abbreviatulum, trajnica, vrsta maslačka iz Kine  (Hubei) Vrsta je opisana 2011.

## Vanjske poveznice
- Flor of China